# Breeding the Spawn
Breeding the Spawn (englisch für ‚brüten des Laichs‘) ist die dritte offizielle Veröffentlichung der New-York-Death-Metal-Band Suffocation.

## Hintergrund
Wie beim vorangegangenen Album zeichnete Dan Seagrave das Cover-Bild. Die Musik ist im Vergleich zu Effigy of the Forgotten technischer, aber nicht mehr so schnell gespielt. Für die Veröffentlichung löste Chris Richards Josh Baron am Bass ab. Nach dem Erscheinen des Albums gingen Suffocation auf eine ausgedehnte Tournee. Nach dem Ende der Tour stieg Schlagzeuger Mike Smith aus der Band aus und gründete eine Rap-Band. Er kehrte erst 2003 bei der Wiedervereinigung der Band zu Suffocation zurück.
Negative Kritiken gab es für die schlechte Produktion des Albums. Die Band hat sich deshalb dazu entschieden, alle Titel nach und nach neu einzuspielen und mit den zukünftigen Alben neu zu veröffentlichen. So befindet sich das Lied Breeding the Spawn in einer neu eingespielten Fassung auf dem Album Pierced from Within und das Lied Prelude to Repulsion ebenfalls neu eingespielt auf dem Album Suffocation. Die restlichen Lieder sollen laut einem Interview mit Mike Smith im Rock-Hard-Magazin noch folgen.

## Titelliste
1. Beginning of Sorrow – 04:16
2. Breeding the Spawn – 04:47
3. Epitaph of the Credulous – 03:45
4. Marital Decimation – 04:06
5. Prelude to Repulsion – 04:49
6. Anomalistic Offerings – 04:41
7. Ornaments of Decrepancy – 04:42
8. Ignorant Deprivation – 04:50